# Oss tjuvar emellan eller En burk ananas
Oss tjuvar emellan eller En burk ananas är en svensk komedifilm från 1945 i regi av Olof Molander. I huvudrollerna ses Lauritz Falk, Karin Ekelund och Allan Bohlin.

## Handling
Max, som anser sig vara en slags modern Robin Hood, gömmer 25 000 pund från en kupp i London i en ananasburk, han återvänder med den hem till Stockholm. Polisen kommer honom dock på spåren och skickar ut kriminalaren Arvid Zinder för att sätta fast honom. Zinder är en gammal barndomskamrat till Max och sedan länge dessutom förälskad i hans fästmö Irma.
En jurist, Barman, erbjuder sig att bli Kvarnes försvarsadvokat, men hans motiv är egentligen allt annat än ädla. Barman beger sig till girigbuken Bondsacks villa, där Irma och Kvarne hyrt ett rum och där han tror att pengarna är gömda, för att genomsöka huset. Men var ananasburken är vet ingen längre...  

## Om filmen
Filmen spelades in på Filmstaden Råsunda under sommaren 1944. Den hade premiär den 22 januari 1945 på biografen Spegeln i Stockholm. SF-kortfilmen "Flyktingar finner en hamn" upptagen av medverkan med Statens Informationsstyrelse spelades tillsammans med filmen. Detta var Olof Molanders näst sista film som regissör.

## Rollista i urval
- Lauritz Falk – Max Kvarne
- Karin Ekelund – Irene Brambani
- Allan Bohlin – Arvid Zinder junior
- Stig Järrel – advokat Barman
- Ludde Gentzel – Daniel Bondsack
- Erik "Bullen" Berglund – kriminalpolisintendent
- Anna-Lisa Baude – friherrinnan Adelstolpe
- Elsa Widborg – fru Bondsack
- Hilding Gavle – Költzow
- Douglas Håge – kriminaldetektiv Fransson
- Nils Johannisson - kriminalöverkonstapel Mattsson
- Josua Bengtson – rörmokare
- Carl Ström - smed på ölkaféet
- Åke Egnell - Olle, student på tåget
- Olof Bergström - Gustav, Olles kamrat
- Stig Olin - Gustav, ung arbetare
- Erik Forslund - gammal arbetare på ölkaféet
- Olof Krook - renhållningsarbetare
- Erik Hell - Nisse, sjöman
- Eva Dahlbeck - Astrid, hans flamma
- John Elfström - konstapel Söder
- Hartwig Fock - taxichaufför
- Helge Andersson - taxichaufför
- Helge Mauritz - taxichauffören på polisstationen
- Wiktor "Kulörten" Andersson - sopgubbe på soptipp